# Potez 63
El Potez 63 y sus derivados fueron una familia de aviones bimotores desarrollada para la Armee de l'Air a fines de la década de 1930. El diseño era contemporáneo del británico Bristol Blenheim y el alemán Messerschmitt Bf 110.
El Potez 630 fue utilizado por varias fuerzas aéreas durante la Segunda Guerra Mundial. Después de la Batalla de Francia, tanto las fuerzas aéreas de la Francia de Vichy como las Fuerzas Francesas Libres usaron el tipo; varias aeronaves capturadas fueron operadas por varias fuerzas aéreas de las potencias del Eje. Al finalizar el conflicto, un puñado de aviones se utilizaron con fines de entrenamiento durante algún tiempo.

## Historia y desarrollo

### Orígenes
El 31 de octubre de 1934, el Ministerio de Aire francés emitió una exigente especificación para un caza pesado. La especificación exigía que la aeronave fuera capaz de realizar tres cometidos principales: interceptador o caza biplaza de escolta de la categoría C.2, como caza nocturno biplaza de la categoría CN.2 y como caza triplaza de la categoría C.3, esta última reservada para dirigir por medio de la radio a unidades de cazas monoplazas.
Los detalles de rendimiento especificados incluían una velocidad máxima de 450 km/h a 4000 m, una velocidad de crucero de 300 km/h y una autonomía de al menos cuatro horas. Los requisitos de armamento incluían dos cañones fijos de 20 mm disparando hacia adelante.y una sola ametralladora en la parte trasera para la autodefensa. La aeronave buscada también debía disponer de dos o tres asientos junto con una configuración de bimotor; sin embargo, algunas de las limitaciones de rendimiento impuestas a la aeronave, como el peso máximo, sirvieron para restringir la gama de motores adecuados para propulsar el tipo.
El Potez 630 original fue desarrollado para cumplir con esta especificación; originalmente se sometieron a consideración dos variantes de la aeronave, una (Potez 630) propulsada por motores radiales Hispano-Suiza 14AA de 793 kW (1063 hp) y la otra (el 631) con el también radial Gnome et Rhône 14N . Otras compañías también presentaron sus proyectos en respuesta, como Breguet Aviation ,Hanriot et Cie, Chantiers aéronavals Étienne Romano  y Loire-Nieuport . Se solicitó a los fabricantes competidores  que produjeran un único prototipo para su evaluación con los costes de construcción a sus expensas. Los trabajos en el primer prototipo, designado Potez 630-01 comenzaron en abril de 1935; además del Potez 630, la misma especificación finalmente resultó en la exitosa serie de aviones de ataque Breguet 690 . 
El 25 de abril de 1936, el Potez 630-01, propulsado por dos motores radiales Hispano-Suiza 14Hbs de 580 hp efectuó su primer vuelo desde Méaulte, Picardía. Inicialmente, el prototipo estaba equipado con una característica experimental en forma de un estabilizador horizontal reforzado que no incorporaba dihedreal. El 6 de mayo de 1936, el prototipo sufrió algunos daños debido a un duro aterrizaje después de la pérdida de aire de una pala de hélice. El 3 de agosto de 1936, después de recibir reparaciones, el Potez 630-01 fue transferido a la Base Aérea de Villacoublay en Île-de-France.; pronto se reacondicionó con una disposición de cola alternativa similar a la de los aviones de producción posterior y un tren de aterrizaje de carrera larga. El 20 de noviembre de 1936, se reanudaron las pruebas de vuelo del prototipo y poco después fue entregado al Centre d'Essais de Matériels Aériens (CEMA) para pruebas oficiales.
Este aparato intentaba cumplir con los tres cometidos solicitados. Fue el primero de una línea de los llamados por aquel entonces cazas bimotores estratégicos con un aspecto moderno.
Los motores originales del Potez 630-01 fueron reemplazados progresivamente por modelos mejorados del motor Hispano-Suiza, aumentando gradualmente el empuje para alcanzar 700 hp en el despegue. En su peso máximo de despegue de 3850 kg, el prototipo era capaz de alcanzar una velocidad máxima de 460 km/h y un alcance máximo de 1300 km cuando se volaba a una velocidad de crucero económica de 300 km/h. En marzo de 1937, el segundo prototipo, designado Potez 630-02, realizó su primer vuelo desde Méaulte. El Potez 631-01 se dañó después de un aterrizaje con su tren de aterrizaje no bloqueado en la posición hacia abajo; después de las reparaciones, fue entregado al CEMA para pruebas oficiales en noviembre de 1937.

### Producción

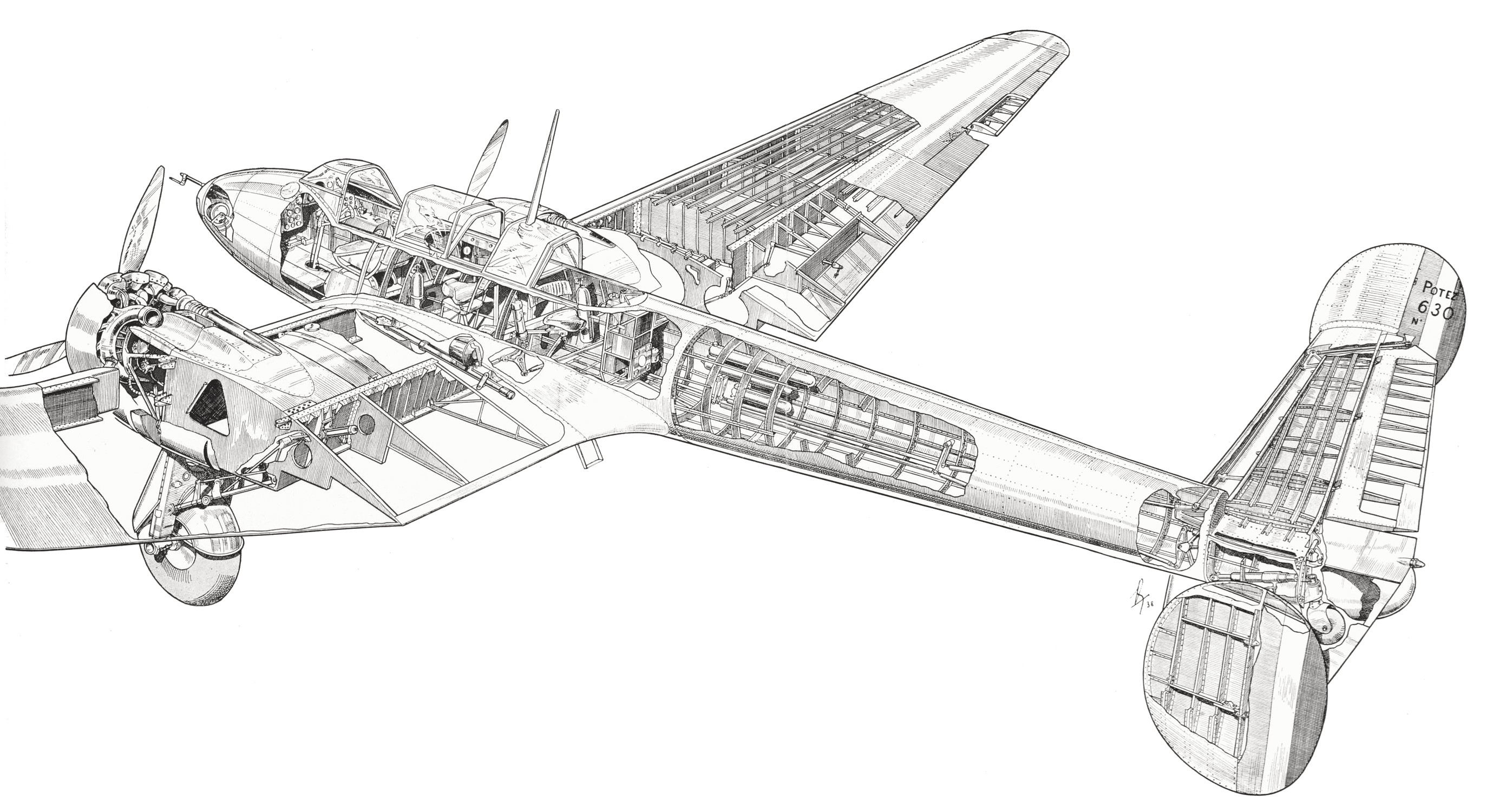

El 23 de diciembre de 1936, se constituyó oficialmente la SNCAN, que agrupaba a cinco fabricantes de aviones franceses; pronto se llevaron a cabo otras fusiones en SNCAN, incluida Potez a principios de 1937. Poco después de su establecimiento, SNCAN recibió una carta de pedido provisional para diez aeronaves experimentales; cuatro de ellas derivaban del Potez 630, tres del Potez 631 (uno de ellos era el prototipo 631-01 existente), dos bombarderos ligeros Potez 633 y un avión de reconocimiento aéreo Potez 637. Esto fue confirmado rápidamente por un contrato, en virtud del cual un Potez 633 fue reemplazado por un solo avión de ataque a tierra de bajo nivel Potez 637.
En junio de 1937, se recibió un pedido de un lote de producción inicial de 10 cazas Potez 631 biplazas y 30 triplazas, del los que los primeros cinco se entregarían en febrero de 1938. Como la producción a gran escala de Los motores Gnome-Rhône 14M aún no se había alcanzado y, por lo tanto, no pudieron alcanzar la tasa de producción deseada para el Potez 630, se realizó un pedido adicional de 80 aviones propulsados por el motor alternativo Hispano-Suiza. Los primeros 48 aviones que se fabricaron estaban equipados con motores Hispano-Suiza 14AB02/03, que fueron reemplazados en los modelos posteriores por el mejorado motor radial de 14 cilindros con dos hileras enfriado por aire Hispano-Suiza 14AB10/11. En diciembre de 1937, los contratos regulares reemplazaron a las cartas provisionales; también se recibió un pedido adicional de 50 bombarderos ligeros Potez 633, lo que elevó el total de pedidos para el tipo a 180, incluidos los diez prototipos.
A fines de la década de 1930, el Potez 630 recibió un considerable interés extranjero; Además de Francia, muchos países estaban reequipando sus fuerzas aéreas. Una de esas empresas extranjeras fue la adquisición de una licencia para la fabricación por parte de la compañía checoslovaca Avia para producir una variante de la aeronave, designada como Potez 636; ninguno fue completado antes de la anexión de Checoslovaquia por Alemania en 1938. En 1938, se ordenaron otros 50 Potez 631 adicionales, de los cuales 20 se desviaron a Finlandia, aunque nunca llegaron a su destino. SNCAN recibió un número de pedidos extranjeros en firme para el tipo; la República de China ordenó cuatro Potez 631 y cinco Potez 633, el Reino de Yugoslavia dos Potez 630 y un Potez 631, el Reino de Rumania 20 Potez 633, el Reino de Grecia 24 Potez 633, y Suiza un Potez 630 y un Potez 633.
En mayo de 1937, comenzó la producción en serie del Potez 630. El trabajo de fabricación de las distintas secciones y componentes de la aeronave se repartió en varias instalaciones SNCAN; el fuselaje y los planos de cola se produjeron en Caudebec-en-Caux , Normandía, y las alas en Le Havre, Normandía; el montaje final se realizó inicialmente en Méaulte siendo posteriormente transferido a Les Mureaux. En febrero de 1938, la primera producción de Potez 630 realizó su vuelo inaugural; el 23 de febrero, la fuerza aérea francesa aceptó su primer 630. En un principio, la producción del Potez 630 se vio afectada por considerables retrasos causados por la escasez de motores, hélices y cañones; El primer lote de Potez 630 estaba armado con cuatro ametralladoras en lugar de los dos cañones Hispano-Suiza de 20 mm. El 2 de agosto de 1938, el primer Potez 631 fue aceptado oficialmente.
El 15 de marzo de 1938 se aprobó un importante programa de reequipamiento y expansión de la Fuerza Aérea francesa, conocido como Plan V. Si bien hubo intenciones de ordenar un bimotor más capaz, estos no estaban listos para la producción, por lo que los Potez 631 y 633 se retuvieron para este programa de producción, que primero involucró a 207 cazas diurnos y nocturnos junto con 449 bombarderos diurnos. El 25 de marzo de 1938, la orden para el Potez 633 se incrementó a 125 bombarderos, esta vez triplazas. Las órdenes de Potez 633 fueron canceladas posteriormente, ordenando Potez 631 adicionales en su lugar; se colocaron más órdenes del Potez 631 para permitir la rápida retirada del problemático Potez 630. Entre enero y junio de 1940, se mantuvo una tasa de producción promedio de 100 aviones por mes.

## Diseño

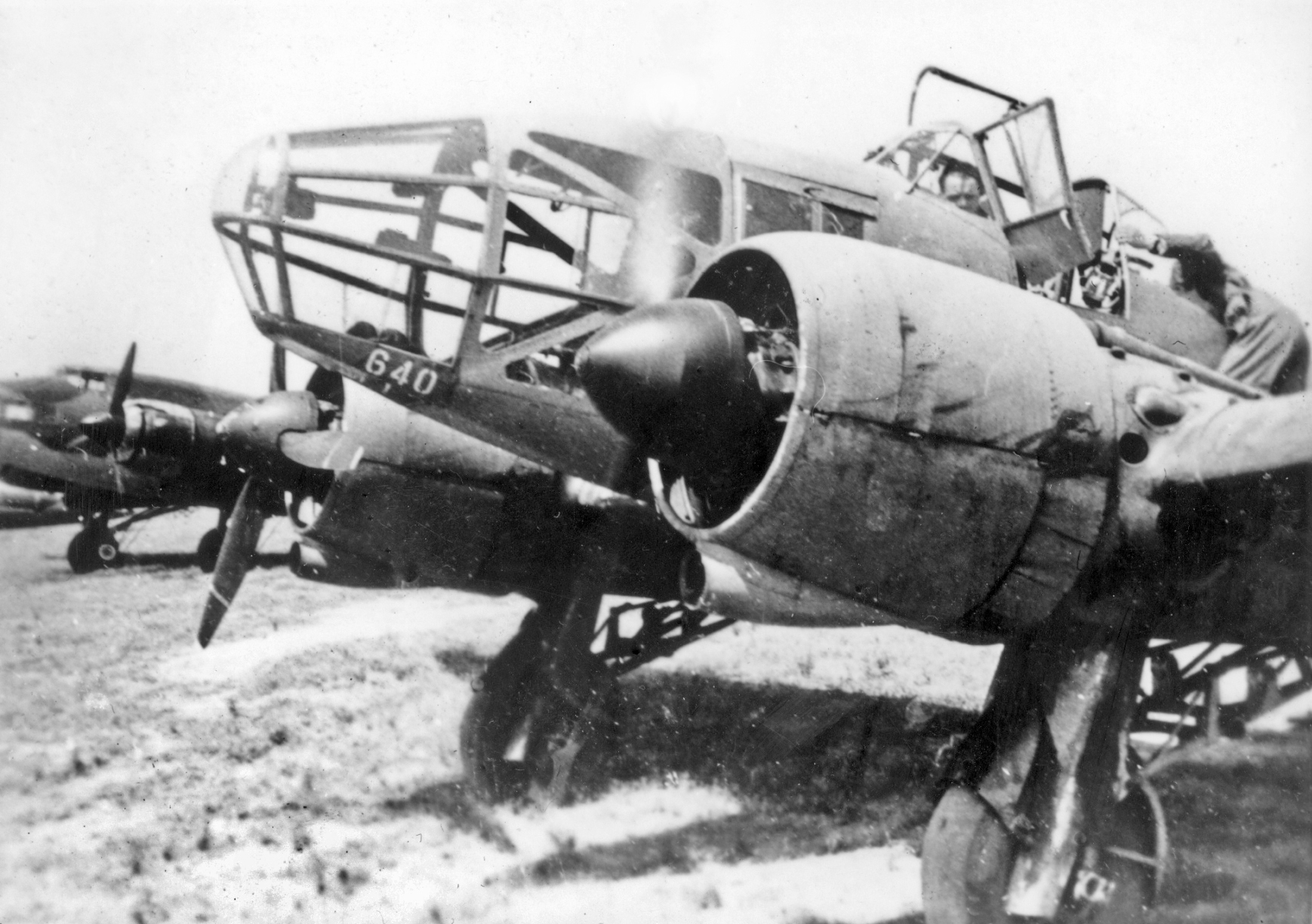
Frente de un Potez 63.11

El Potez 630 era un  bimotor, monoplano, triplaza totalmente metálico con eficientes líneas aerodinámicas y doble deriva. El diseño básico permitió que el tipo reemplazara varios aviones obsoletos en la Fuerza Aérea francesa en una amplia gama de funciones. La larga cabina tipo invernadero albergaba a una tripulación de tres personas, compuesta por un piloto, un observador o comandante que se transportaba según los requisitos de la misión, y un artillero trasero que operaba una única ametralladora en un montaje flexible. El Potez 637 presentaba una góndola acristalada ubicada debajo del fuselaje para un observador en posición prona. Algunas variantes, como el Potez 631 y 633, tenían un compartimento vertical para bombas ubicado entre los dos miembros de la tripulación. El 630 era un diseño relativamente simple y sólido, que requería un promedio de 7.500 horas-hombre para ensamblar.
Todos los miembros de la familia (con la posible excepción del Potez 63.11) compartieron agradables características de vuelo y fueron diseñados para permitir un fácil mantenimiento.
Como avión de combate diurno, el rendimiento del Potez 631 C3 fue relativamente decepcionante, en parte debido a una velocidad máxima baja y una velocidad de ascenso inadecuada en comparación con los aviones de combate contemporáneos. Cuando se aplicaron al cometido de caza nocturno, su falta de capacidad de detección contra las aeronaves enemigas hizo que su presencia fuera inefectiva. Los modelos posteriores tenían un pesado armamento  (12 ametralladoras en el Potez 63.11). Desafortunadamente, la familia Potez 63, al igual que muchos aviones franceses de la época, simplemente no tenía motores lo suficientemente potentes para dotarlos de un rendimiento adecuado y resultó muy vulnerable a los Messerschmitt Bf 109, como sus contemporáneos Fairey Battle y Bristol Blenheim .
Se cree que su similitud con el Messerschmitt Bf 110, ambos equipados con motores gemelos, doble deriva y un largo dosel de invernadero, dio como resultado que varios aviones se perdieron por "fuego amigo".

## Servicio operativo

### Introducción

Potez 630. Las marcas son las del CG 1/5 en 1939

A partir de mayo de 1938, se comenzó a entregar producción de cazas Potez 630; las primeras aeronaves Potez 631 mejoradas se recibieron en agosto de ese año. Los Potez 630 y 631, en configuración de dos plazas, pronto se utilizaron para reemplazar a los obsoletos ANF Les Mureaux 113 utilizados como cazas nocturnos, mientras que los grupos de cazas monoplazas recibieron un número de triplazas Potez 63 para actuar como aviones de mando, en las qué formaciones de cazas monoplazas serían dirigidas y coordinadas por radio. En julio de 1938, los primeros quince aviones Potez 630 participaron en el Salón Aeronáutico de Villacoublay.
En mayo de 1938, la Armée de l'Air realizó un pedido de 125 bombarderos Potez 633; Rumania y Grecia también realizaron pedidos adicionales para 20 y 24 Potez 633, respectivamente. Francia canceló su pedido de Potez 633 en el verano de 1938, pero Rumania realizó otros pedidos para el 633 (20 aviones más, que habían sido construidos parcialmente bajo orden francesa), y desde China, para nueve. Las entregas a Rumania comenzaron a fines de 1938, y los griegos recibieron su primer avión en la primavera de 1939. En agosto de 1939, con el inminente riesgo de guerra el gobierno francés 32 Potez 633 de las órdenes griega y rumana que aún estaban en Francia fueron retenidos por orden del gobierno francés.
Para septiembre de 1938, el Potez 630 había comenzado a suplantar al obsoleto bombardero Bloch MB.200 en el papel de dirección de caza; sin embargo, los motores del Potez 630 demostraron ser tan problemáticos en el servicio que la mayoría de las unidades se reequiparon rápidamente con el Potez 631 antes del estallido de la Segunda Guerra Mundial. Para el 1 de abril de 1939, la Fuerza Aérea Francesa había aceptado un total de 77 aviones Potez 630 y 88 Potez 631. La jubilación de otros aviones franceses obsoletos, como el Morane-Saulnier M.S.225 y Dewoitine D.510 , podría compensarse con el aumento del número de Potez 631. Justo antes del estallido de la Segunda Guerra Mundial, la Fuerza Aérea francesa tenía 85 Potez 630, 206 Potez 631, 22 Potez 633, 63 Potez 633 y 5 Potez 63.11.
Los aviones Potez 633 que se exportaron a Grecia y Rumania vieron un servicio mayor que sus homólogos franceses a pesar de su número limitado. Grecia tenía nueve Potez 633 en servicio cuando Italia invadió Grecia en octubre de 1940. Se utilizaron para ataques bombardear las líneas de suministro italianas hasta que la escasez de repuestos los obligó a retirarse. En junio de 1941, Rumania se unió a Alemania en la invasión de la Unión Soviética. Dos escuadrones equipados con el Potez 633 fueron usados para apoyar al ejército rumano mientras avanzaba hacia Odessa. En 1942, fueron reemplazados por los bombarderos Junkers Ju 88 , permitiendo que los sobrevivientes fueran transferidos al rol de entrenamiento avanzado.

### Segunda Guerra Mundial
El 28 de agosto de 1939, la Fuerza Aérea francesa inició la movilización de sus unidades, incluidas las equipadas con la serie Potez 630. Debido a las solicitudes de la aviación naval francesa, algunos Potez 631 pronto se derivaron para reemplazar a sus obsoletos cazas Dewoitine D.371 . En febrero de 1940 , se adoptó un nuevo plan de guerra, Plan V bis ; bajo este plan, casi todos los aviones Potez 630 y varios aviones Potez 631 se retiraron del servicio de primera línea, y algunos de los 630 se convirtieron en aviones de entrenamiento de control dual. Ese mismo mes, se decidió rearmar la mayoría de los Potez 631, reemplazando su armamento original de un cañón y una ametralladora con dos cañones y cuatro ametralladoras con el fin de llevar a cabo misiones de ataque terrestre; sin embargo, el progreso en esto fue relativamente lento.
La Fuerza Aérea francesa encontró un uso para los aviones Potez 633 como instructores de conversión para las unidades que habían recibido el avión de ataque Breguet 691. El 20 de mayo de 1940, tres Potez 633 participaron en una misión contra las tropas alemanas cerca de Arras. Esta fue la única misión operativa del tipo en Francia, ya que dos días después la aeronave fue retirada del servicio de primera línea. Un pequeño número de Potez 633 originalmente destinado a China fue retenido por la administración colonial francesa en Indochina y vieron una acción limitada en la breve Guerra franco-tailandesa a principios de 1941. Estacionados en un terreno abierto, varios de ellos fueron destruidos por Hawk 75N tailandeses durante el ataque aéreo en Siem Riep .
Una vez que comenzó el combate activo, el Potez 631 rápidamente demostró ser un interceptor ineficaz; era más lento que algunos bombarderos alemanes y 130 km/h más que el caza Messerschmitt Bf 109E . Quizás la unidad más exitosa que operó el Potez 631 fue la Flottille F1C de la Aéronavale ; entre el 10 y el 21 de mayo de 1940, los aviones de la unidad derribaron 12 aviones enemigos a cambio de ocho pérdidas propias  antes de retirarse del combate activo.
En un momento dado, el Potez 637 fue el único avión moderno que equipó los Groupes de Reconnaissance (GOA), que durante mucho tiempo estuvo equipado con aviones obsoletos. A partir de noviembre de 1939, a las primeras unidades que se convirtieron al Potez P.63.11 se les asignaron tres aviones. A mediados de enero de 1940, había 43 Potez 63.11 en servicio con 12 GOA. En junio de 1940, más de 700 Potez 63.11 de reconocimiento de Potez se habían entregado; estas aeronaves encontraron varios destinos en servicio. Más de 220 fueron destruidas o abandonadas; a pesar de la adición de armamento adicional, (hubo aviones que recibieron seis, ocho o diez ametralladoras), el Potez 63.11 sufrió las mayores pérdidas de cualquier tipo francés. Un factor que contribuyó a las altas pérdidas fue la casi completa falta de repuestos, lo que hace que el 70 % de los 63.11 quedarán fuera de servicio incluso antes de la invasión alemana; muchos aviones fueron destruidos en el suelo por bombardeos enemigos y ataques de artillería, y unidades completas fueron eliminadas sin llevar a cabo una sola misión.
El Potez 63.11 continuó en servicio con la fuerza aérea de la Francia Vichy y con las Forces Aériennes de la France Libre, (FAFL) (Fuerzas Aéreas de Francia Libre)  ; esto llevó a los dos lados opuestos, ambos operando el tipo en el teatro del norte de África. Las FAFL  inicialmente poseían tan solo tres Potez 630, pero se capturaron más modelos de la Fuerza Aérea Francesa de Vichy. Los alemanes permitieron inicialmente que varias unidades equipadas con Potez 630 continuaran bajo el control francés de Vichy; estos estaban típicamente estacionados en el sur de Francia y el norte de África. En este último teatro frecuentemente se enfrentaban en combate con las fuerzas aliadas. A 1 de noviembre de 1941, la Fuerza Aérea de Vichy tenía 22 Potez 630, 82 Potez 631, seis Potez 637 y 236 aviones Potez 63.11. Gran cantidad de Potez 630 alineados con el Eje estacionados en el norte de África fueron destruidos por los bombarderos estadounidenses durante la Operación Torch ; también se utilizaron ejemplares de las FAFL durante la operación para llevar a cabo misiones de suministro de municiones y para responder a los aviones de la Luftwaffe.

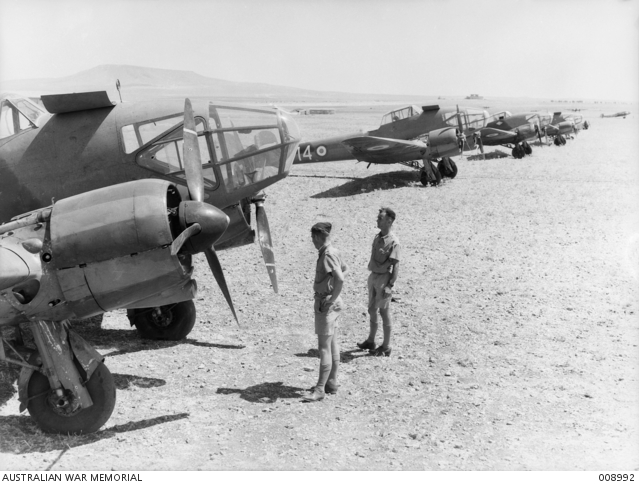
Potez 63.11 capturados Aleppo, Siria, 1941

El 27 de noviembre de 1942, unidades militares alemanas ocuparon las bases de la Fuerza Aérea de Vichy y confiscaron sus aviones, entre ellos, alrededor de 134 Potez 630 de varias variantes. De las aeronaves incautadas, 53 fueron restauradas y enviadas a Rumania para su uso como instructores y remolcadores; los motores de repuesto también fueron reutilizados para propulsar una serie de Henschel Hs 129B para la Luftwaffe. La producción del tipo se reanudó bajo control alemán; Un número significativo de aviones parece haber sido puesto en servicio por los alemanes, principalmente en funciones de enlace y entrenamiento. Los últimos tres Potez 631 en servicio fueron ejemplares recapturados; estos hicieron una contribución final después del cese de las hostilidades en su uso como aviones de entrenamiento en el Centre d'Essais en Vol para la revivida fuerza aérea francesa. 

## Variantes
A diferencia de muchos aviones franceses contemporáneos, la producción del avión Potez fue razonablemente rápida y las primeras entregas se efectuaron antes de finales de 1938. El 63 se diseñó teniendo en cuenta la producción en serie y, como resultado, un Potez 630 era más barato y más rápido de fabricar que un Morane-Saulnier MS.406 . A medida que aumentaba el ritmo de producción, también se desarrollaron varios modelos derivados y experimentales.

### Variantes de caza
Una característica típica de los 630 y 631 era el armamento frontal, que originalmente consistía en dos cañones Hispano-Suiza HS.404 de 20 mm en góndolas bajo el fuselaje, aunque a veces uno de los cañones fue reemplazado por una ametralladora MAC 1934 . Más adelante en su carrera los 631 recibieron cuatro ametralladoras ligeras similares en góndolas subalares, aunque en teoría era posible instalar seis.
Potez 635 CN2
Proyecto de caza nocturno; fue cancelado
Potez 63.12 C3
Con radiales Pratt & Whitney Twin Wasp Junior se mantuvo como un único prototipo
Potez 670-01
Prototipo de caza
Potez 671
Cazas pesados en la línea de ensamblaje capturados por los alemanes en la fábrica SNCAN Méaulte cerca de Albert 

### Prototipos
Potez 63.01
Primer prototipo
Potez 630.01
Segundo prototipo
Potez 630 CN.2 No.01
Prototipo de caza nocturno
Potez 631.01
El primer prototipo con motor Gnome-Rhône

### Variantes de entrenador
Potez 634
Se propuso un derivado de avión de entrenamiento de control dual del 630, que simplemente se designó como Potez 631 Ins (por instructor) Conversión 630 con motores Gnome-Rhône
Potez 63.16 T3
Un entrenador de tripulación derivado del 63.11 con alas diferentes, más grandes; un prototipo construido

### Variantes de bombardeo
Potez 633 B2
Bombardero diurno biplazas. El Potez 633 retuvo el fuselaje, las alas y los motores del 631, pero la posición del observador y las góndolas de cañón se eliminaron y se agregó una pequeña bahía de bombas entre el piloto y el artillero trasero. El armamento delantero consistía en una única ametralladora ligera en el morro. La bahía de bombas podría albergar ocho bombas de 50 kg o dos bombas de 200 kg. La posición del bombardero había sido eliminada, ya que se suponía que el artillero de la parte trasera dirigía la carrera de bombardeo a través de una visor periscópico, una disposición que resultó inviable.
Potez 633.01
El primer prototipo de bombardero biplaza voló a fines de 1937. La Armée de l'air ordenó 133 Potez 633 en 1938, pero dos meses después, todos los aviones en la categoría de bombarderos de nivel ligero deberían tener 3 tripulantes, como el Douglas DB-7. y Bloch MB.175 . El pedido francés para los 633 se convirtió en un pedido para más 631. Sin embargo, el 633 se ofreció para exportación y atrajo pedidos de Rumania, China y Grecia.
Potez 632 Bp.2
Se inició un ejemplar del prototipo de bombardero en picado, pero se completó como un 633 sin embargo con motores Hispano-Suiza. Fue vendido a Suiza para su evaluación.
Potez 639 AB2
Prototipo de un único bombardero de ataque de biplaza se convirtió como un estándar 633

### Variantes de reconocimiento
Insatisfecha con su avión de reconocimiento estratégico, el problemático Bloch MB.131 , la Armée de l'air requirió el desarrollo de un derivado del Potez 631 para este cometido.
Potez 637
Aviones de reconocimiento estratégico. El observador estaba alojado en una góndola debajo del fuselaje; esta disposición resultó en un avión que conservaba la mayoría de las cualidades del 631. En agosto de 1938 se ordenaron 60 ejemplares y se entregaron.
Al mismo tiempo, la Armée de l'Air estaba desesperada por reequipar a sus unidades de cooperación con el ejército que tenían equipos especialmente anticuados, pero desde el desarrollo del 637, había cambiado por completo la idea de cómo debería organizarse la posición del observador. Por lo tanto, se requirió a Potez que desarrollara una variante que, al tiempo que conservaba las alas, los motores y las superficies de la cola del 631, albergaba al observador en un invernadero más convencional.
Potez 63.11
Debido a que el piloto tenía que estar sentado sobre el observador, el fuselaje era más alto, lo que daba como resultado una velocidad máxima y una maniobrabilidad reducidas. Como resultado, el 63.11 demostró ser muy vulnerable, a pesar de estar protegido con un poco de blindaje y un revestimiento de sellado básico sobre los tanques de combustible. Conservaba una capacidad secundaria de bombardero ligero como parte de los requisitos (aunque rara vez se usaba); el fuselaje albergaba una pequeña bahía de bombas, para ocho de 10 kg. Estas bombas fueron reemplazadas por un tanque de combustible adicional en los últimos ejemplares. Además, dos bombas de 50 kg podrían transportarse en puntos duros debajo de las alas internas. El armamento frontal originalmente era una, luego tres MAC 1934 bajo el morro y muchos 63.11 estaban equipados con las mismas armas adicionales en las góndolas del ala que los 631.
Los primeros prototipos Potez 63.11 No.1 y No.2 volaron por primera vez en diciembre de 1938. En septiembre de 1939 se entregaron no menos de 1.365 ejemplares, de los cuales 730 eran 63.11, lo que convierte al 63.11 en la variante más numerosa de la familia.

## Operadores
Francia
- Armée de l'air
- Aéronavale
- Fuerza Aérea de la Francia de Vichy
- Forces Aériennes Françaises Libres

 Alemania
- Luftwaffe

 Grecia
- Real Fuerza Aérea Helénica

 Hungría
- Real Fuerza Aérea del Ejército Húngaro (Magyar Királyi Honvéd Légierő) -  Operó 40 Potez 63.11 como entrenadores avanzados

 Italia
- Regia Aeronautica

 Polonia
- Fuerzas aéreas polacas en el exilio en Francia
- Depot d'Instruction de l'Aviation Polonaise en Lyon-Bron ; operó dos Potez 63.11

 Rumania
- Real Fuerza Aérea Rumana

 Suiza
- Fuerza Aérea Suiza operó un Potez 630C3 y un 632B2

 Yugoslavia
- Real Fuerza Aérea Yugoslava (Jugoslovensko kraljevsko ratno vazduhoplovstvo, JKRV)

### Operadores civiles
- Air Bleu (dos ejemplares convertidos en aviones postales)

## Especificaciones técnicas (Potez 63.11)
Referencia datos: Enciclopedia Ilustrada de la Aviación Vol.11 pag 2776

### Características generales
- Tripulación: 3
- Longitud: 10,93 m
- Envergadura: 16,00 m
- Altura: 3,08 m
- Superficie alar: 32,70 m²
- Peso vacío: 3.140 kg
- Peso máximo al despegue: 4.530 kg (en despegue)
- Planta motriz:  Radial Gnôme et Rhône 14M04/05 o 06/07.
  - Potencia: 522 kW (700 HP; 710 CV) cada uno.

### Rendimiento
- Velocidad nunca excedida (Vne): 425 km/h
- Alcance: 1.500 km
- Techo de vuelo: 8.500 m

### Armamento
- Ametralladoras: de 3 a 5× MAC 1934
- Puntos de anclaje: 4 con una capacidad de 50 kg, para cargar una combinación de:  
  - Bombas: 4